# Eloeophila modoc
Eloeophila modoc là một loài ruồi trong họ Limoniidae. Chúng phân bố ở miền Tân bắc.